# Ярусный лов

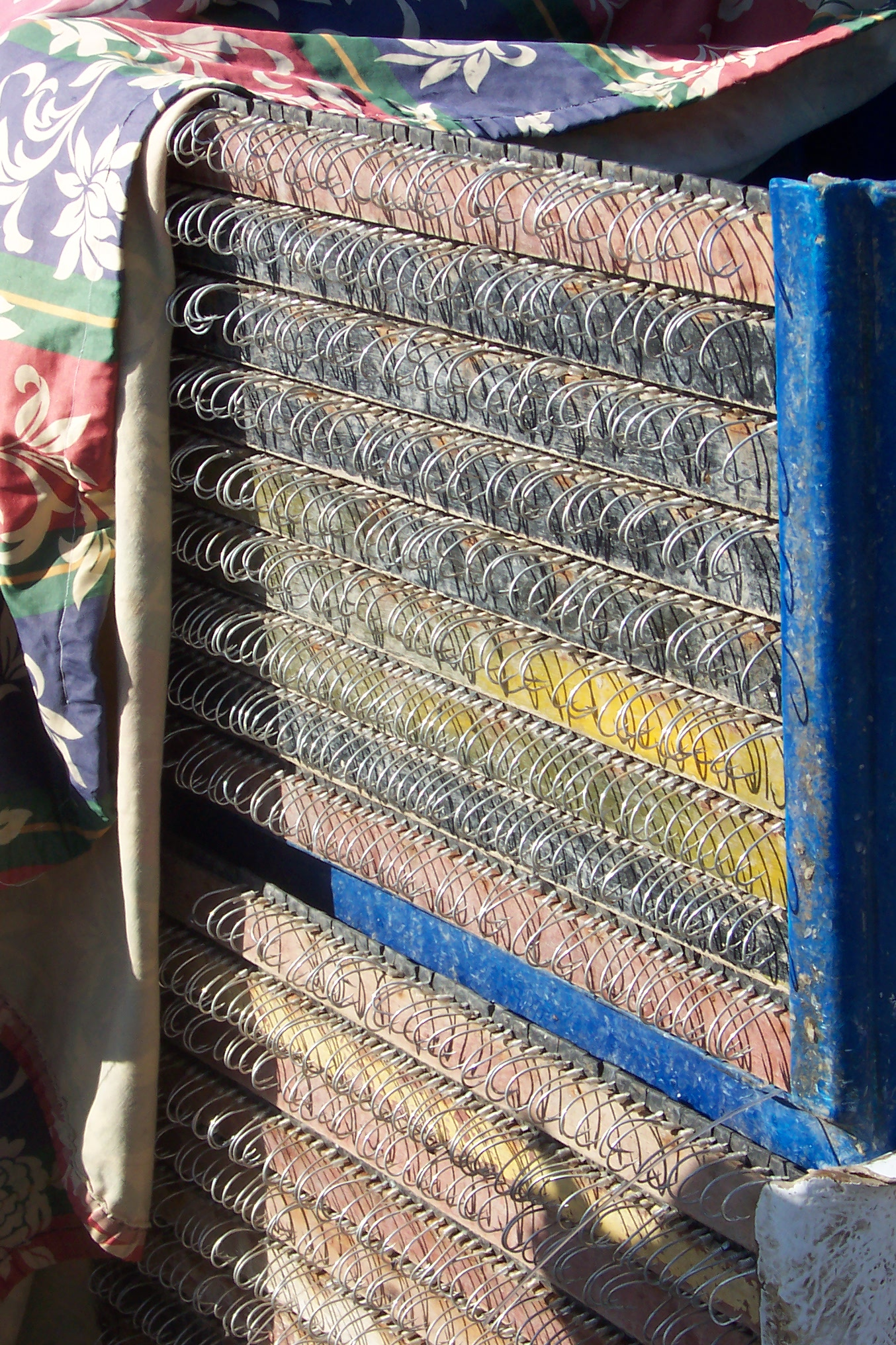
Рыболовный ярус в собранном виде

Я́русный лов — метод промышленного рыболовства, при котором для лова рыбы используются крючки с наживкой, прикреплённые к крючковому орудию лова — пелагическому или донному ярусу. Таким способом чаще всего ловят меч-рыбу, тунца, палтуса, акул, скатов, треску, сайду, рыбу-саблю, клыкача. Для ловли крабов применяют донные ярусы, к которым вместо крючков цепляют ловушки. Вертикальным активным ярусом, в котором применяются блёсны-приманки без наживки — джиггеры, ловят кальмаров.

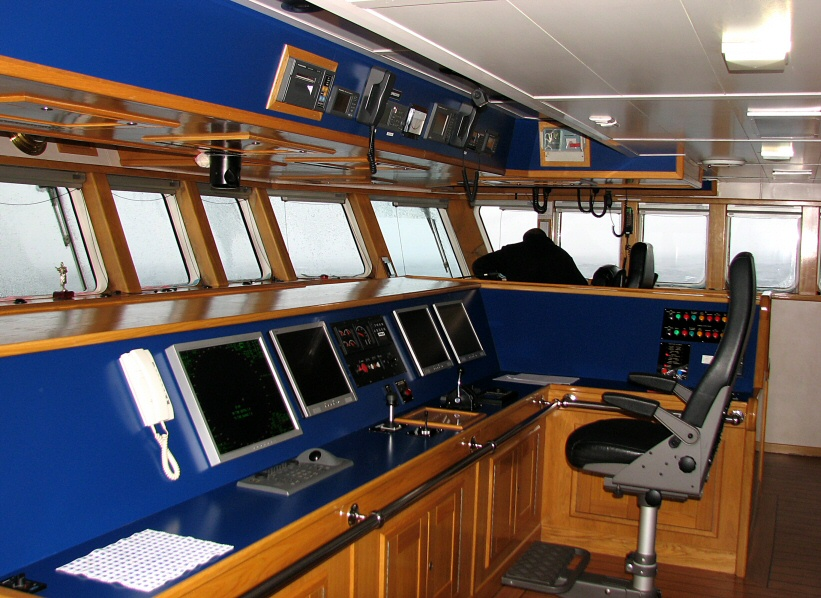
Мостик современного океанского ярусолова. Отсюда осуществляется управление навигацией судна и контроль над постановкой и выборкой горизонтального яруса. На заднем плане виден силуэт штурмана, управляющего выборкой яруса с правого (рабочего) борта

Лов горизонтальными ярусными порядками, которые при промышленном лове имеют от нескольких сотен до нескольких десятков тысяч крючков, включает в себя три основных процесса: постановку яруса, ожидание (лов) и выборку. Постановка горизонтального рыболовного яруса на современных ярусоловных судах осуществляется в любое время суток с кормы, а выборка — с рабочего борта судна. Техника лова рыбы происходит пассивным образом неподвижным донным или дрейфующим пелагическим ярусом, находящимся с наживленными приманкой крючками на дне, на поверхности либо в толще воды.
Лов кальмаров вертикальными активными пелагическими ярусами производится в ночное время с борта судна с применением лебёдок и осветительных ламп, привлекающих кальмаров, которые концентрируются около судна. Кальмаров ловят активно подёргивающимся (джиггинг) ярусом, на котором сигарообразные джиггеры с одним или двумя кольцевыми рядами безбородых крючков выполняют функцию приманки, захватываемой щупальцами кальмара.
Для лова рыбы и кальмаров значительно реже также применяют вертикальные дрейфующие ярусы.

## Наживка

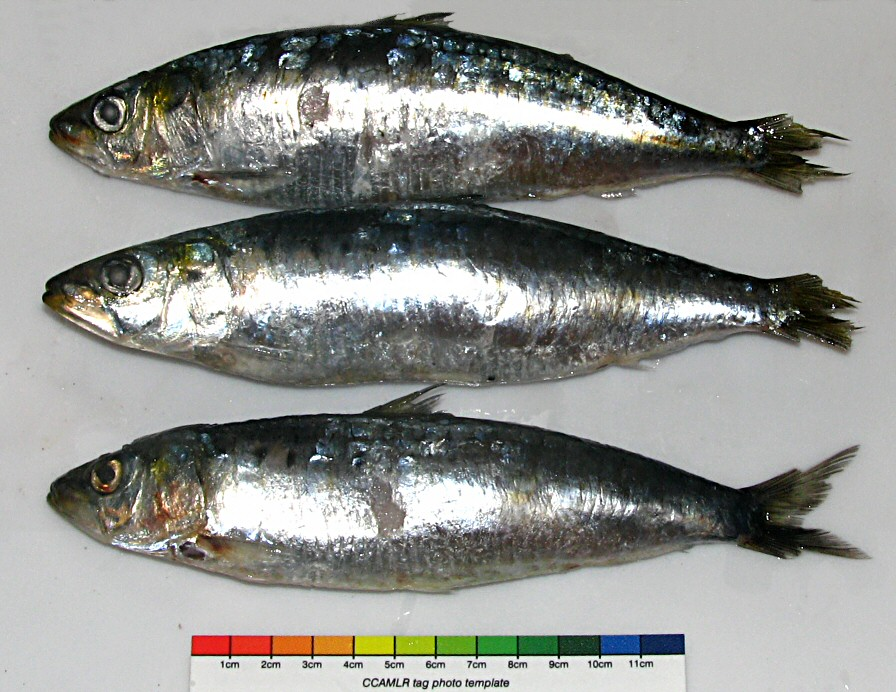
Наживка для донного яруса — сардина, предназначенная для лова антарктического клыкача

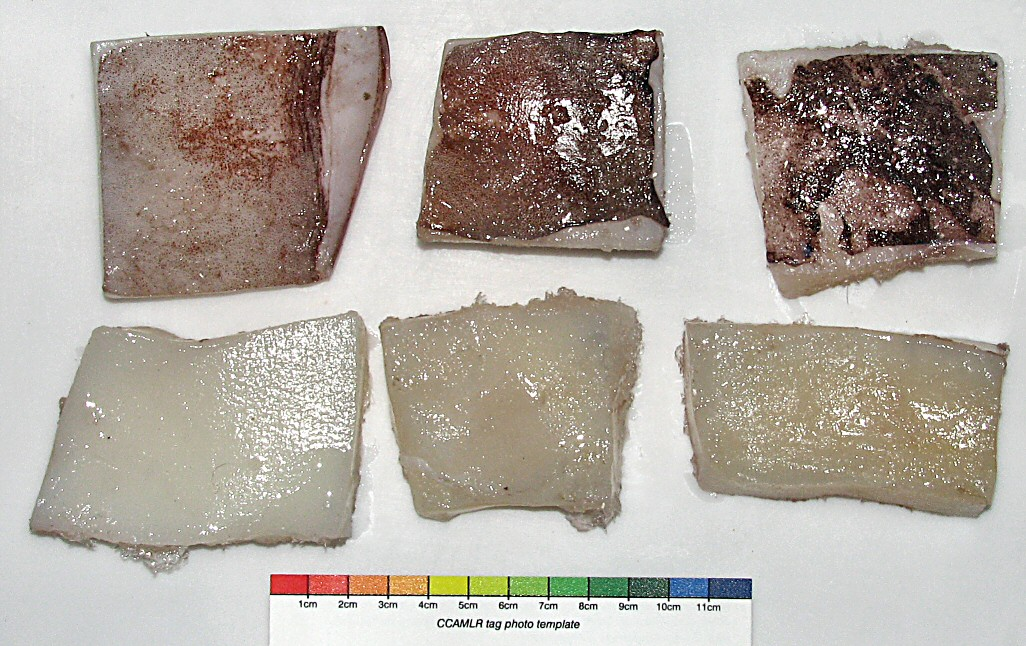
Наживка для донного яруса — нарезанные куски перуанского гигантского кальмара Dosidicus gigas, предназначенные для лова антарктического клыкача

Наживка, приманивающая рыбу, используется для наживления крючков рыболовных горизонтальных и вертикальных ярусов. Чаще всего наживкой служит мелкая рыба — анчоус, сардина, мойва, иногда ставрида, а также кальмары. Для сохранения естественного вида наживки в дальних экспедициях её морозят и сохраняют в мороженом виде до момента наживления крючков перед постановкой яруса. Перед наживлением на крючки рыбу размораживают. В качестве наживки для автоматических линий чаще всего используют кальмара, ставриду, скумбрию и сардину, которые обеспечивают наибольший процент наживляемости крючков. При ручном наживлении крючков используют также крупную рыбу и крупного кальмара, которых режут на куски. Соотношение размера целой наживки или её фрагментов обычно составляет от 0,05 до 0,1 к длине объекта лова. Иногда используют искусственную наживку. Большое значение имеет запах наживки, влияющий на дальность её обнаружения объектами лова, для чего искусственную приманку могут пропитывать специальными пахучими веществами. Расход свежей или замороженной наживки зависит от её качества и размера. Например, при лове тунца расходуется около 15—30 кг рыбы на 10 км длины яруса, что составляет примерно 200 наживленных крючков.

## Техника лова рыбы горизонтальным ярусом

Разновидности данной схемы лова показаны на схемах
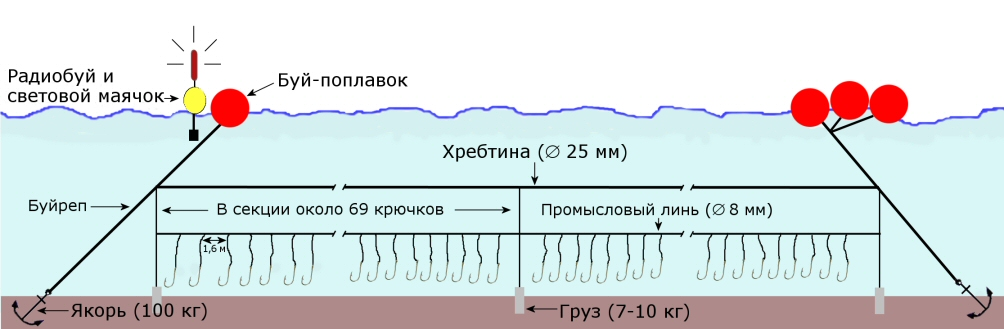
Схема постановки испанского (двойного) донного яруса
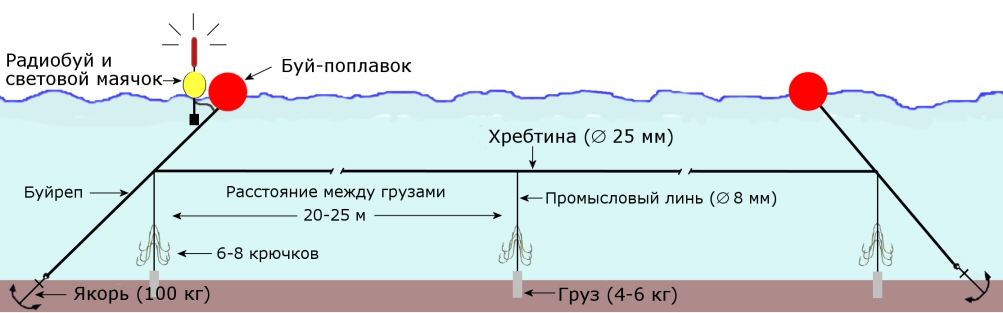
Схема постановки донного тротлайн-яруса
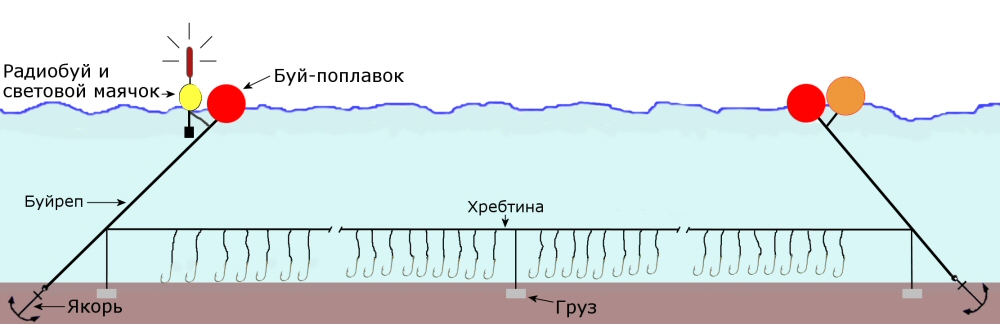
Схема постановки донного автолайн-яруса

## Техника лова рыбы и кальмаров вертикальным дрейфующим ярусом
Морской лов рыбы (например, скумбрии, ставриды, некоторых донных рыб) и кальмаров дрейфующими ярусами осуществляется с небольших судов, одновременно обслуживающих до 10 ярусных порядков. Короткий простой вертикальный ярус с наплавом и грузом, длиной хребтины около 40—70 м и небольшим числом крючков (до 50), крепящихся с интервалом около 1 м, пассивно дрейфует по течению, улавливая рыбу.

## Техника лова кальмаров вертикальным активным ярусом

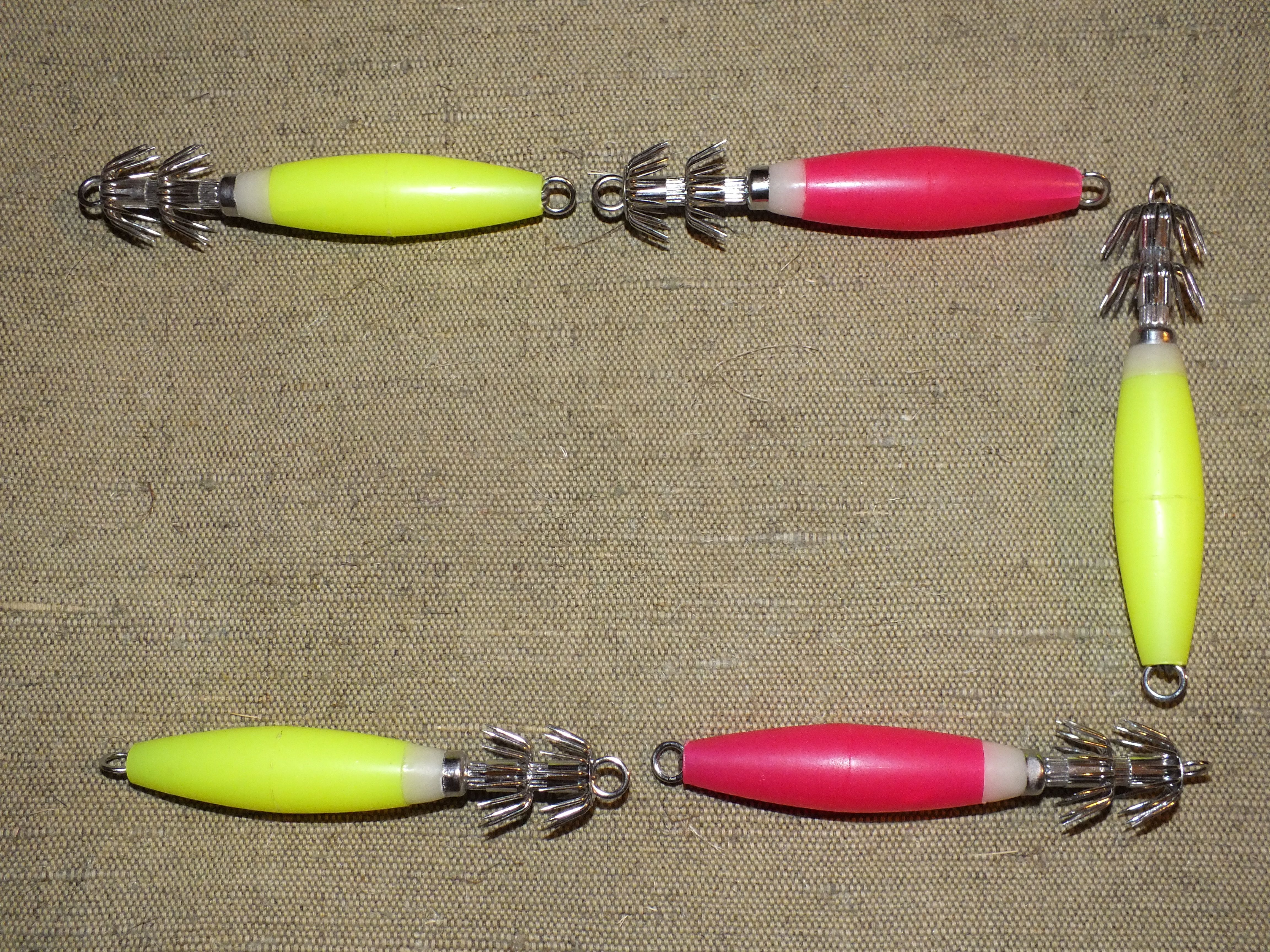
Кальмаровые блёсны для ярусного лова, подвешиваются на поводках одна под другой. Пластмассовая деталь белого цвета в темноте светится.

Лов вертикальными пелагическими кальмароловными ярусами включает следующие последовательные операции: поиск кальмаров с помощью эхолотов и гидролокаторов, спуск яруса, выборка яруса и освобождение джиггеров от кальмаров. При обнаружении скоплений кальмаров и с наступлением темноты судно ложится в дрейф. После визуальной оценки или нескольких контрольных ловов, подтверждающих достаточное количество сконцентрировавшихся кальмаров, включают световое оборудование и подключают механизированные или автоматизированные ярусоподъёмные машины. Общая мощность надводных светильников, сгруппированных в гирлянды, обычно составляет 15—30 кВт, а иногда, при рассеянных скоплениях кальмара, может быть увеличена до 200—300 кВт. Размещают гирлянды освещения таким образом, чтобы освещённость несущих лесок с джиггерами составляла от 100 до 500 лк. Для привлечения кальмаров из глубины иногда используют погружаемые в воду светильники мощностью до 1,5 кВт. На малых судах устанавливается от 6 до 10 ярусоподъёмных машин с каждого борта, а на больших судах — по 15—20 машин. Лов может осуществляться с одного или сразу с двух бортов общим числом лебёдок до 15 на малых судах и до 40 лебёдок — на больших судах. Каждая лебёдка на некоторых современных кальмароловах может работать по собственной программе, контролируемой компьютером, которая задаёт скорость и глубину погружения при постановке яруса, а при его выборке — скорость подъёма, исключающую обрыв несущей лески яруса.
При постановке яруса его погружают до тех пор, пока самая верхняя блесна-джиггер не окажется глубже нижней границы скопления кальмаров. В таком случае при выборке все 20—40 джиггеров каждого яруса пройдут через скопление. Поставленный ярус слегка подёргивают, привлекая внимание кальмаров к движущейся приманке, окрашенной под цвет объекта питания либо покрытой люминофором (либо флуоресцентом), принимаемой ими за добычу, а затем приступают к выборке. Попадая на борт судна, кальмары, зацепившиеся щупальцами за крючки джиггеров, проходя через направляющий ролик, отцепляются и падают в приёмный лоток. При хорошей концентрации кальмаров на 10 джиггеров приходится до 7 кальмаров, а на одну блесну может попадать сразу несколько кальмаров. Уловы на один ярус в среднем за ночь могут составить до 200—300 кг.